# Nathaniel B. Durfee

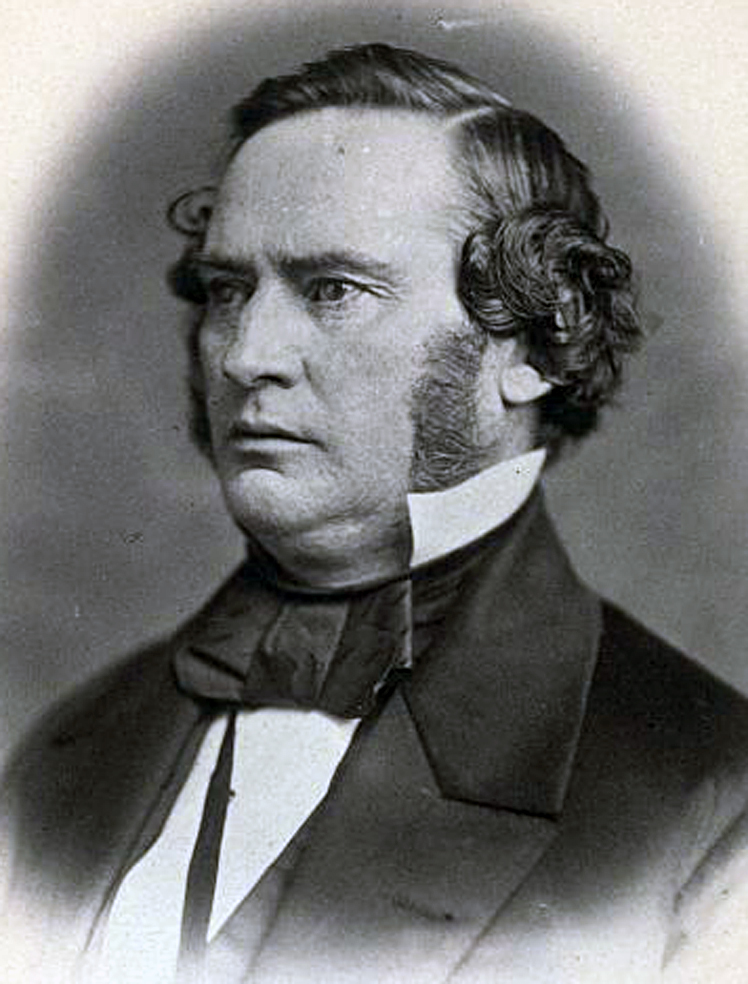
Nathaniel B. Durfee (1859)

Nathaniel Briggs Durfee (* 29. September 1812 in Tiverton, Rhode Island; † 9. November 1872 ebenda) war ein US-amerikanischer Politiker. Zwischen 1855 und 1859 vertrat er den ersten Wahlbezirk des Bundesstaates Rhode Island im US-Repräsentantenhaus.

## Werdegang
Nach der Grundschule arbeitete Nathaniel Durfee in der Landwirtschaft und hier vor allem auf dem Gebiet des Obstanbaus. Er war elf Jahre Mitglied im Repräsentantenhaus von Rhode Island. Politisch schloss er sich der American Party an, die auch unter dem Namen Know-Nothing Party bekannt wurde. 1854 wurde er als deren Kandidat im ersten Distrikt von Rhode Island gegen den Demokraten Thomas Davis in das US-Repräsentantenhaus in Washington, D.C. gewählt. Dort trat er am 4. März 1855 dessen Nachfolge an. Während seiner bis zum 3. März 1857 laufenden ersten Legislaturperiode im Kongress trat er der 1854 gegründeten Republikanischen Partei bei. Als deren Kandidat wurde er 1856 in seinem Mandat bestätigt. Damit konnte Durfee bis zum 3. März 1859 zwei Legislaturperioden im Kongress absolvieren. Er war der erste Republikaner, der Rhode Island dort als Abgeordneter vertrat. Seine gesamte Zeit im Kongress war bestimmt von den Diskussionen und Ereignissen im Vorfeld des Bürgerkrieges.
Nach dem Ende seiner politischen Tätigkeit in der Bundeshauptstadt arbeitete Durfee wieder in seinem alten Beruf als Obstbauer. Im Jahr 1860 war er Delegierter zur Republican National Convention in Chicago, auf der Abraham Lincoln als Präsidentschaftskandidat der Partei nominiert wurde. Später wurde Durfee noch Verwaltungsangestellter (County Clerk) im Newport County. Dieses Amt übte er bis zu seinem Tod im Jahr 1872 aus.